# Glenea lecta
Glenea lecta é uma espécie de escaravelho da família Cerambycidae.